# Massimo Maugeri

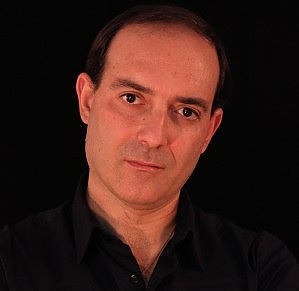
Massimo Maugeri, 2013

Massimo Maugeri (nacido el 18 de mayo de 1968 en Catania, Sicilia, Italia) es un escritor, bloguero y presentador de radio italiano.

## Carrera
Massimo Maugeri es el fundador y director de Letteratitudine, un blog literario muy popular e influyente lanzado en 2006. Reconocido por su análisis sobre la literatura italiana contemporánea, es una plataforma para debates sobre literatura, cultura y artes. Maugeri también presenta un programa de radio dedicado a libros y temas culturales Ha escrito varias novelas y ensayos que han recibido críticas positivas y numerosos premios literarios. Sus obras incluyen Identità distorte, Cetti Curfino, Trinacria Park  y Il sangue della Montagna. Muchos de sus escritos exploran temas de identidad, distorsión social y el paisaje cultural de Sicilia. Además de sus esfuerzos literarios, Maugeri ha contribuido extensamente a las secciones culturales de periódicos y revistas, consolidando su reputación como una figura clave en la literatura italiana contemporánea. También ha participado en diversos festivales literarios y eventos tanto en Italia como a nivel internacional. Maugeri ha recibido premios como el Premio Martoglio y el Premio Vittorini, que reconocen sus contribuciones a la literatura y la cultura italianas.

## Publicaciones

### Novelas
Identità distorte (Prova d'Autore, 2005).
Trinacria Park (Edizioni e/o, 2013 - Premio Vittorini).
Cetti Curfino (La nave di Teseo, 2018).
Il sangue della Montagna (La nave di Teseo, 2021).

### Ensayos
"Letteratitudine, il libro - vol. I - 2006-2008" (Azimut, 2008);
"L’e-book è il futuro del libro" (Historica, 2011);
"Letteratitudine, il libro - vol. 2" (Historica, 2012);
"Letteratitudine 3: letture, scritture, metanarrazioni" (LiberAria, 2017);

### Relatos cortos
"La coda di pesce che inseguiva l’amore" (Sampognaro & Pupi, 2010 - Premio "Più a Sud di Tunisi" 2011), con Simona Lo Iacono;
colección de relatos cortos "Viaggio all’alba del millennio" (Perdisa Pop, 2011 - Premio Internacional Sebastiano Addamo);